# Zębiełek eremicki
Zębiełek eremicki (Crocidura harenna) – gatunek owadożernego ssaka z rodziny ryjówkowatych (Soricidae). Występuje endemicznie w południowej Etiopii. Zamieszkuje las Harenna w górach Bale na wysokości 2400–2630 m n.p.m. Gatunek ten jest ograniczony do wąskiego pasa znanego jako pas Schefflera-Hagenia. Pas ten składa się z mieszanych, wiecznie zielonych lasów tropikalnych. Całkowity teren zamieszkały przez tego ssaka ogranicza się do 200 m szerokości i 20 km długości. Opisany w 1990 roku przez Hutterera i Yaldena. Ssak ten podobny jest do C. phaeura, kariotyp wynosi 2n = 36, FN = 50. W Czerwonej księdze gatunków zagrożonych Międzynarodowej Unii Ochrony Przyrody i Jej Zasobów został zaliczony do kategorii CR (krytycznie zagrożony). Resztki siedlisk zamieszkanych przez ten gatunek zagrożonych jest przekształcaniem terenu do celów rolniczych, nadmiernym wypasem zwierząt gospodarskich, zbieraniem drewna opałowego oraz pożarami.